# 阿尔及利亚足球协会
阿爾及利亞足球協會是專門管轄阿爾及利亞足球事務的組織。阿爾及利亞足球協會成立於1962年，並在翌年加入國際足協。此外，它還是非洲足協、北非洲足球協會聯會和阿拉伯足球協會聯會的成員之一。

## 外部連結
- 官方網頁 （页面存档备份，存于） （阿拉伯文）（法文）
- 國際足協網頁 （页面存档备份，存于）
- 非洲足協網頁 （页面存档备份，存于）